# 우아한 인도의 나라들

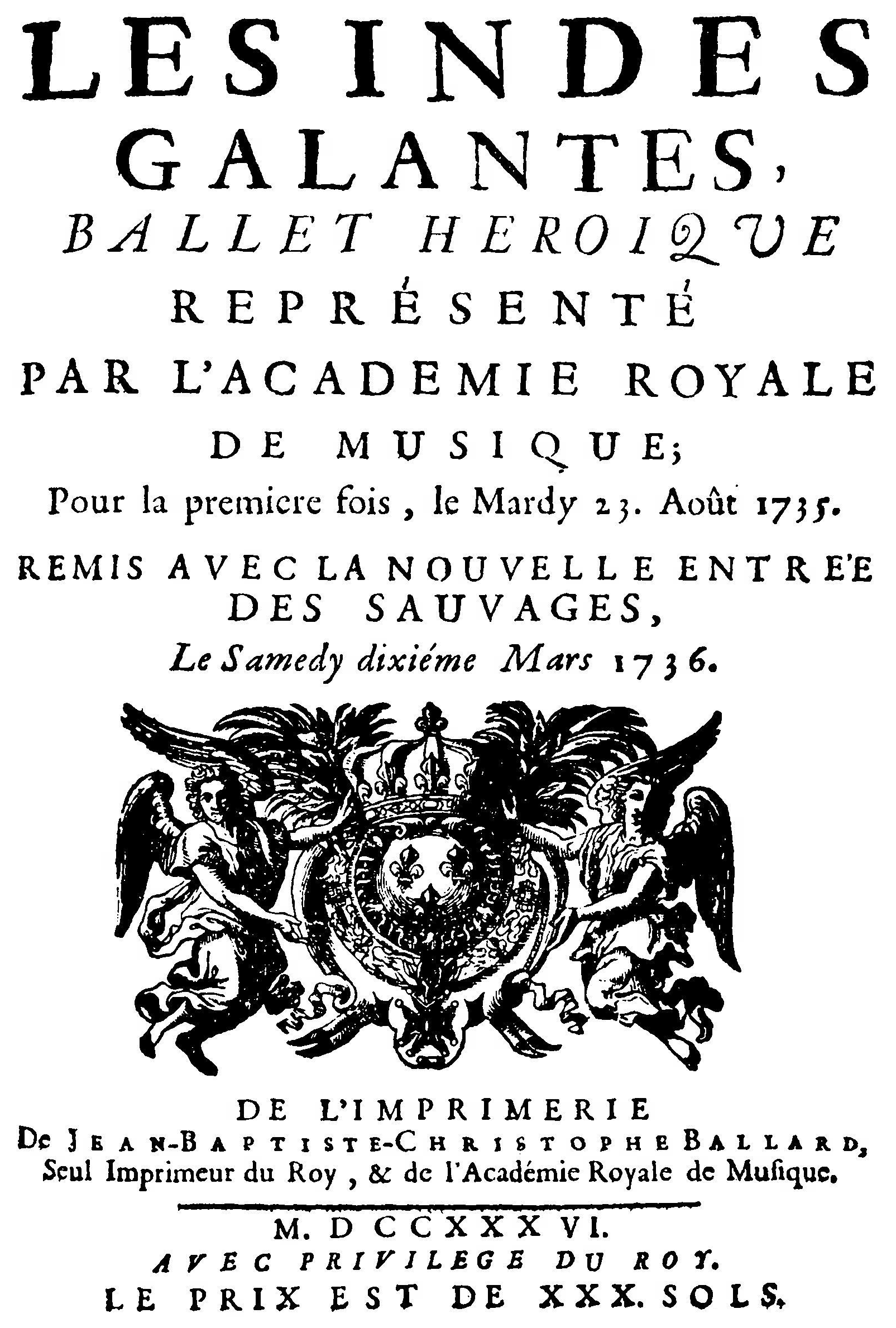

우아한 인도의 나라(Les Indes galantes)는 장필리프 라모가 작곡하고, 루이스 프젤리에가 대본을 작성한 프롤로그가 있는 4막의 오페라-발레극이다. 1735년 8월 23일 파리시 Paris Opéra에서 초연되었다. 처음에는 3막까지만 있었으나, 1736년에 4막이 첨가되었다.

## 등장인물
- 프롤로그
  - 에베: 소프라노
  - 아무르: 소프라노
  - 벨론느: 바리톤
- 1막
  - 에밀리: 소프라노
  - 발레르: 테너
  - 오스망: 바리톤
- 2막
  - 파니: 소프라노
  - 돈 카를로스: 테너
  - 위아스카르: 바리톤
- 3막
  - 파팀므: 소프라노
  - 자이르: 소프라노
  - 타크마스: 테너
  - 알리: 바리톤
- 4막
- *지마: 소프라노
- *아다리오: 테너
- *다몽: 테너
- *돈 알바르: 바리톤

## 줄거리
- 프롤로그
- 1막: 관대한 터키인

오스망은 그의 포로이며 사랑하는 에밀리를 자유롭게 석방한다. 그래서 그녀는 자신의 애인인 발레르와 다시 재결합하게 된다.
- 2막: 페루의 잉카인들

잉카 위스카르와 에스파냐인 돈 카를로스 간의 라이벌 관계를 보여주며, 둘다 파니 공주에게 구혼한다. 이 막에서 거대한 화산 폭발 장면이 중점이 된다.
- 3막: 꽃-페르시아의 축제

- 4막: 북미의 야만인들

## 참고 문헌
- Wolff, Stéphane: L' Opéra au Palais Garnier, 1875-1962 Paris, Entr'acte, 1962.